# 토함산터널
토함산터널(Tohamsan Tunnel, 吐含山터널)은 경상북도 경주시 외동읍과 문무대왕면 장항리를 잇는 국도 제4호선상의 터널로, 토함산을 관통한다. 2004년 2월에 착공하여 경주 ~ 감포 구간의 도로 24.9km와 함께 2014년 12월 30일 개통하였다.
터널 밑으로 길이 7,543m의 문무대왕1터널이 지나간다.

## 같이 보기
- 문무대왕1터널
- 추령터널